# Hansonita pertusae
Hansonita pertusae är en stekelart som beskrevs av Boucek 1993. Hansonita pertusae ingår i släktet Hansonita och familjen puppglanssteklar.
Artens utbredningsområde är Costa Rica. Inga underarter finns listade i Catalogue of Life.